# Eintracht Frankfurt 1965-1966
Questa voce raccoglie le informazioni riguardanti l'Eintracht Frankfurt nelle competizioni ufficiali della stagione 1965-1966.

## Stagione
Nella stagione 1965-1966 l'Eintracht Francoforte, allenato da Elek Schwartz, concluse il campionato di Bundesliga al 7º posto. In Coppa di Germania l'Eintracht Francoforte fu eliminato agli ottavi di finale dal Norimberga.

## Rosa
| N. |                     | Ruolo | Calciatore       |
| -- | ------------------- | ----- | ---------------- |
|    | Germania (bandiera) | P     | Manfred Krei     |
|    | Germania (bandiera) | P     | Peter Kunter     |
|    | Germania (bandiera) | P     | Egon Loy         |
|    | Germania (bandiera) | D     | Peter Blusch     |
|    | Germania (bandiera) | D     | Hermann Höfer    |
|    | Germania (bandiera) | D     | Jürgen Kesper    |
|    | Germania (bandiera) | D     | Dieter Lindner   |
|    | Germania (bandiera) | D     | Friedel Lutz     |
|    | Germania (bandiera) | D     | Lothar Schämer   |
|    | Germania (bandiera) | D     | Richard Weber    |
|    | Germania (bandiera) | D     | Karl-Heinz Wirth |
|    | Germania (bandiera) | C     | Walter Bechtold  |
|    | Germania (bandiera) | C     | Jürgen Friedrich |

| N. |                     | Ruolo | Calciatore       |
| -- | ------------------- | ----- | ---------------- |
|    | Germania (bandiera) | C     | Helmut Kraus     |
|    | Germania (bandiera) | C     | Ludwig Landerer  |
|    | Germania (bandiera) | C     | Dieter Stinka    |
|    | Ungheria (bandiera) | C     | István Sztáni    |
|    | Germania (bandiera) | A     | Jürgen Grabowski |
|    | Austria (bandiera)  | A     | Willi Huberts    |
|    | Germania (bandiera) | A     | Georg Lechner    |
|    | Germania (bandiera) | A     | Oskar Lotz       |
|    | Germania (bandiera) | A     | Heiko Racky      |
|    | Germania (bandiera) | A     | Wolfgang Solz    |
|    | Germania (bandiera) | A     | Erwin Stein      |
|    | Germania (bandiera) | A     | Horst Trimhold   |

## Organigramma societario
Area tecnica
- Allenatore: Elek Schwartz
- Allenatore in seconda:
- Preparatore dei portieri:
- Preparatori atletici:

## Calciomercato

### Sessione estiva
| Acquisti | Acquisti         | Acquisti                  | Acquisti |
| R.       | Nome             | da                        | Modalità |
| -------- | ---------------- | ------------------------- | -------- |
| C        | Walter Bechtold  | Eintracht Francoforte U19 |          |
| A        | Jürgen Grabowski | FV Biebrich 1902          |          |
| P        | Peter Kunter     | Freiburger                |          |
| A        | Oskar Lotz       | Kickers Offenbach         |          |
| C        | István Sztáni    | Standard Liegi            |          |

| Cessioni | Cessioni            | Cessioni          | Cessioni |
| R.       | Nome                | a                 | Modalità |
| -------- | ------------------- | ----------------- | -------- |
| P        | Spira Đurić         | Freiburger        |          |
| D        | Willi Herbert       | SV Alsenborn      |          |
| A        | Hans-Georg Tutschek | Wacker Innsbruck  |          |
| D        | Josef Weilbächer    | Kickers Offenbach |          |

## Risultati

### Bundesliga

#### Girone di andata
| Arbitro: | Baumgärtel |

|                         |           |  |
| Lechner 25’ Huberts 56’ | Marcatori |  |

| Arbitro: | Schmidt |

|                            |           |  |
| Ohlhauser 23’ Nafziger 86’ | Marcatori |  |

| Arbitro: | Kreitlein |

|             |           |                      |
| Huberts 24’ | Marcatori | 12’ Greif 57’ Strehl |

| Arbitro: | Mathieu |

|                                                         |           |               |
| Siemensmeyer 30’ Rodekamp 35’ Bandura 57’ Mülhausen 86’ | Marcatori | 43’ Grabowski |

| Arbitro: | Weyland |

|                                                       |           |  |
| Lechner 19’, 51’, 64’ Grabowski 23’, 80’ Trimhold 28’ | Marcatori |  |

| Stoccarda 18 settembre 1965, ore 16:00 CET 6ª giornata | Stoccarda   | 0 – 0 referto | Eintracht Francoforte | Neckarstadion (20 000 spett.)\| Arbitro: \| Gusenburger \| |
| Arbitro:                                               | Gusenburger |               |                       |                                                            |

| Arbitro: | Ott |

|                        |           |  |
| Huberts 53’ Sztáni 83’ | Marcatori |  |

| Arbitro: | Ohmsen |

|                 |           |  |
| Pott 30’ (rig.) | Marcatori |  |

| Arbitro: | Niemeyer |

|             |           |  |
| Huberts 44’ | Marcatori |  |

| Arbitro: | Jacobi |

|                                            |           |                           |
| Konietzka 10’, 74’ Grosser 63’ (rig.), 88’ | Marcatori | 22’ Huberts 87’ Grabowski |

| Arbitro: | Schulenburg |

|                                       |           |                     |
| Solz 7’ Trimhold 26’, 68’ Huberts 85’ | Marcatori | 72’ (rig.) Herrmann |

| Arbitro: | Fritz |

|                                       |           |           |
| Höfer 2’ Huberts 25’ Lechner 67’, 81’ | Marcatori | 68’ Ulsaß |

| Arbitro: | Siepe |

|         |           |                                                               |
| May 55’ | Marcatori | 13’, 64’, 88’ Bechtold 36’ Huberts 52’ Grabowski 84’ Trimhold |

| Arbitro: | Horstmann |

|                                          |           |  |
| Bechtold 35’ Lotz 50’, 77’ Grabowski 83’ | Marcatori |  |

| Arbitro: | Lutz |

|                                            |           |  |
| Wild 32’ Dürrschnabel 77’, 82’ Berking 86’ | Marcatori |  |

| Arbitro: | Gusenburger |

|                             |           |          |
| Lotz 28’ Grabowski 68’, 90’ | Marcatori | 58’ Rupp |

| Arbitro: | Ott |

|                                 |           |  |
| Schmidt 31’ Libuda 65’ Paul 76’ | Marcatori |  |

#### Girone di ritorno
| Arbitro: | Thier |

|  |           |          |
|  | Marcatori | 73’ Solz |

| Francoforte sul Meno 15 gennaio 1966, ore 15:00 CET 19ª giornata | Eintracht Francoforte | 0 – 0 referto | Bayern Monaco | Waldstadion (66 000 spett.)\| Arbitro: \| Hennig \| |
| Arbitro:                                                         | Hennig                |               |               |                                                     |

| Norimberga 29 gennaio 1966, ore 15:00 CET 20ª giornata | Norimberga | 0 – 0 referto | Eintracht Francoforte | Städtisches Stadion (30 000 spett.)\| Arbitro: \| Deuschel \| |
| Arbitro:                                               | Deuschel   |               |                       |                                                               |

| Arbitro: | Treichel |

|  |           |                  |
|  | Marcatori | 68’ Siemensmeyer |

| Arbitro: | Malka |

|                                                           |           |                          |
| Geisert 42’, 58’ Kaminke 46’ Kapitulski 47’ Reitgassl 50’ | Marcatori | 15’ Lechner 20’ Bechtold |

| Arbitro: | Jacobi |

|                                            |           |                         |
| Bechtold 17’ Solz 31’ Grabowski 39’ (rig.) | Marcatori | 28’ Waldner 41’ Sieloff |

| Duisburg 5 marzo 1966, ore 16:00 CET 24ª giornata | Meidericher | 0 – 0 referto | Eintracht Francoforte | Wedaustadion (15 000 spett.)\| Arbitro: \| Schulenburg \| |
| Arbitro:                                          | Schulenburg |               |                       |                                                           |

| Francoforte sul Meno 18 marzo 1966, ore 16:00 CET 25ª giornata | Eintracht Francoforte | 0 – 0 referto | Colonia | Waldstadion (28 000 spett.)\| Arbitro: \| Deuschel \| |
| Arbitro:                                                       | Deuschel              |               |         |                                                       |

| Arbitro: | Radermacher |

|                                   |           |                      |
| Schütz 7’, 21’ (rig.) Podlich 28’ | Marcatori | 44’ Lechner 78’ Solz |

| Arbitro: | Tschenscher |

|                                               |           |                           |
| Trimhold 21’, 78’, 81’ Sztáni 35’ Huberts 45’ | Marcatori | 22’ Küppers 76’ Konietzka |

| Arbitro: | Fritz |

|                                |           |                  |
| Herrmann 34’, 80’ Bechmann 45’ | Marcatori | 40’, 43’ Huberts |

| Arbitro: | Hennig |

|                          |           |                           |
| Krafczyk 28’ Gerwien 58’ | Marcatori | 45’ Friedrich 87’ Huberts |

| Arbitro: | Schulenburg |

|          |           |                    |
| Solz 87’ | Marcatori | 2’ Görts 78’ Kuntz |

| Arbitro: | Seekamp |

|  |           |                                       |
|  | Marcatori | 32’, 54’ Huberts 71’ (rig.) Grabowski |

| Arbitro: | Herden |

|            |           |  |
| Blusch 38’ | Marcatori |  |

| Arbitro: | Ohmsen |

|            |           |                           |
| Laumen 51’ | Marcatori | 20’ Huberts 65’ Friedrich |

| Arbitro: | Treichel |

|                                    |           |          |
| Solz 6’ Huberts 8’, 80’ Blusch 22’ | Marcatori | 2’ Wosab |

### Coppa di Germania
| Arbitro: | Linn |

|                      |           |                |
| Lechner 64’ Solz 83’ | Marcatori | 32’ Feldmüller |

| Arbitro: | Tschenscher |

|                             |           |             |
| Strehl 82’ Flachenecker 88’ | Marcatori | 64’ Huberts |

## Statistiche

### Statistiche di squadra
| Competizione      | Punti | In casa | In casa | In casa | In casa | In casa | In casa | In trasferta | In trasferta | In trasferta | In trasferta | In trasferta | In trasferta | Totale | Totale | Totale | Totale | Totale | Totale | DR  |
| Competizione      | Punti | G       | V       | N       | P       | Gf      | Gs      | G            | V            | N            | P            | Gf           | Gs           | G      | V      | N      | P      | Gf     | Gs     | DR  |
| ----------------- | ----- | ------- | ------- | ------- | ------- | ------- | ------- | ------------ | ------------ | ------------ | ------------ | ------------ | ------------ | ------ | ------ | ------ | ------ | ------ | ------ | --- |
| Bundesliga        | 38    | 17      | 12      | 2       | 3       | 41      | 13      | 17           | 4            | 4            | 9            | 23           | 33           | 34     | 16     | 6      | 12     | 64     | 46     | +18 |
| Coppa di Germania | -     | 1       | 1       | 0       | 0       | 2       | 1       | 1            | 0            | 0            | 1            | 1            | 2            | 2      | 1      | 0      | 1      | 3      | 3      | 0   |
| Totale            | 38    | 18      | 13      | 2       | 3       | 43      | 14      | 18           | 4            | 4            | 10           | 24           | 35           | 36     | 17     | 6      | 13     | 67     | 49     | +18 |

### Andamento in campionato
| Giornata  | 1 | 2 | 3  | 4  | 5  | 6  | 7 | 8  | 9 | 10 | 11 | 12 | 13 | 14 | 15 | 16 | 17 | 18 | 19 | 20 | 21 | 22 | 23 | 24 | 25 | 26 | 27 | 28 | 29 | 30 | 31 | 32 | 33 | 34 |
| --------- | - | - | -- | -- | -- | -- | - | -- | - | -- | -- | -- | -- | -- | -- | -- | -- | -- | -- | -- | -- | -- | -- | -- | -- | -- | -- | -- | -- | -- | -- | -- | -- | -- |
| Luogo     | C | T | C  | T  | C  | T  | C | T  | C | T  | C  | C  | T  | C  | T  | C  | T  | T  | C  | T  | C  | T  | C  | T  | C  | T  | C  | T  | T  | C  | T  | C  | T  | C  |
| Risultato | V | P | P  | P  | V  | N  | V | P  | V | P  | V  | V  | V  | V  | P  | V  | P  | V  | N  | N  | P  | P  | V  | N  | N  | P  | V  | P  | N  | P  | V  | V  | V  | V  |
| Posizione | 2 | 8 | 13 | 14 | 12 | 11 | 9 | 11 | 9 | 12 | 12 | 9  | 6  | 6  | 6  | 6  | 6  | 5  | 5  | 6  | 6  | 8  | 7  | 7  | 7  | 7  | 7  | 8  | 8  | 9  | 9  | 8  | 7  | 7  |

Legenda:

Luogo: C = Casa; T = Trasferta. Risultato: V = Vittoria; N = Pareggio; P = Sconfitta.

### Statistiche dei giocatori
| Giocatore    | Bundesliga | Bundesliga | Bundesliga  | Bundesliga | Coppa di Germania | Coppa di Germania | Coppa di Germania | Coppa di Germania | Totale   | Totale | Totale      | Totale     |
| Giocatore    | Presenze   | Reti       | Ammonizioni | Espulsioni | Presenze          | Reti              | Ammonizioni       | Espulsioni        | Presenze | Reti   | Ammonizioni | Espulsioni |
| ------------ | ---------- | ---------- | ----------- | ---------- | ----------------- | ----------------- | ----------------- | ----------------- | -------- | ------ | ----------- | ---------- |
| W. Bechtold  | 17         | 6          | 0           | 0          | 0                 | 0                 | 0                 | 0                 | 17       | 6      | 0           | 0          |
| P. Blusch    | 29         | 2          | 0           | 0          | 2                 | 0                 | 0                 | 0                 | 31       | 2      | 0           | 0          |
| J. Friedrich | 9          | 2          | 0           | 0          | 0                 | 0                 | 0                 | 0                 | 9        | 2      | 0           | 0          |
| J. Grabowski | 27         | 10         | 0           | 0          | 1                 | 0                 | 0                 | 0                 | 28       | 10     | 0           | 0          |
| W. Huberts   | 32         | 17         | 0           | 0          | 2                 | 1                 | 0                 | 0                 | 34       | 18     | 0           | 0          |
| H. Höfer     | 21         | 1          | 0           | 0          | 1                 | 0                 | 0                 | 0                 | 22       | 1      | 0           | 0          |
| J. Kesper    | 0          | 0          | 0           | 0          | 0                 | 0                 | 0                 | 0                 | 0        | 0      | 0           | 0          |
| H. Kraus     | 0          | 0          | 0           | 0          | 0                 | 0                 | 0                 | 0                 | 0        | 0      | 0           | 0          |
| M. Krei      | 0          | 0          | 0           | 0          | 0                 | 0                 | 0                 | 0                 | 0        | 0      | 0           | 0          |
| P. Kunter    | 25         | 0          | 0           | 0          | 2                 | 0                 | 0                 | 0                 | 27       | 0      | 0           | 0          |
| L. Landerer  | 4          | 0          | 0           | 0          | 0                 | 0                 | 0                 | 0                 | 4        | 0      | 0           | 0          |
| G. Lechner   | 28         | 8          | 0           | 0          | 2                 | 1                 | 0                 | 0                 | 30       | 9      | 0           | 0          |
| D. Lindner   | 33         | 0          | 0           | 0          | 2                 | 0                 | 0                 | 0                 | 35       | 0      | 0           | 0          |
| O. Lotz      | 17         | 3          | 0           | 0          | 1                 | 0                 | 0                 | 0                 | 18       | 3      | 0           | 0          |
| E. Loy       | 9          | 0          | 0           | 0          | 0                 | 0                 | 0                 | 0                 | 9        | 0      | 0           | 0          |
| F. Lutz      | 32         | 0          | 0           | 0          | 2                 | 0                 | 0                 | 0                 | 34       | 0      | 0           | 0          |
| H. Racky     | 0          | 0          | 0           | 0          | 0                 | 0                 | 0                 | 0                 | 0        | 0      | 0           | 0          |
| L. Schämer   | 2          | 0          | 0           | 0          | 1                 | 0                 | 0                 | 0                 | 3        | 0      | 0           | 0          |
| W. Solz      | 23         | 6          | 0           | 0          | 2                 | 1                 | 0                 | 0                 | 25       | 7      | 0           | 0          |
| E. Stein     | 1          | 0          | 0           | 0          | 1                 | 0                 | 0                 | 0                 | 2        | 0      | 0           | 0          |
| D. Stinka    | 4          | 0          | 0           | 0          | 0                 | 0                 | 0                 | 0                 | 4        | 0      | 0           | 0          |
| I. Sztáni    | 12         | 2          | 0           | 0          | 0                 | 0                 | 0                 | 0                 | 12       | 2      | 0           | 0          |
| H. Trimhold  | 27         | 7          | 0           | 0          | 1                 | 0                 | 0                 | 0                 | 28       | 7      | 0           | 0          |
| R. Weber     | 1          | 0          | 0           | 0          | 0                 | 0                 | 0                 | 0                 | 1        | 0      | 0           | 0          |
| K. Wirth     | 21         | 0          | 0           | 0          | 2                 | 0                 | 0                 | 0                 | 23       | 0      | 0           | 0          |